# Saint-Jean-de-la-Motte
Saint-Jean-de-la-Motte ist eine französische Gemeinde mit 955 Einwohnern (Stand: 1. Januar 2022) im Département Sarthe in der Region Pays de la Loire. Sie gehört zum Arrondissement La Flèche und zum Kanton Le Lude (bis 2015: Kanton Pontvallain). Die Einwohner werden Mottais genannt.

## Geographie
Saint-Jean-de-la-Motte liegt etwa 31 Kilometer südsüdwestlich von Le Mans. Umgeben wird Saint-Jean-de-la-Motte von den Nachbargemeinden La Fontaine-Saint-Martin im Norden, Oizé im Nordosten, Mansigné im Osten, Luché-Pringé im Süden, Mareil-sur-Loir im Südwesten, Clermont-Créans im Westen und Südwesten sowie Ligron im Westen und Nordwesten.
Durch die Gemeinde führt die frühere Route nationale 23 (heutige D323).

## Bevölkerungsentwicklung
| Jahr                      | 1962 | 1968 | 1975 | 1982 | 1990 | 1999 | 2006 | 2012 |
| Einwohner                 | 971  | 873  | 727  | 765  | 815  | 845  | 925  | 879  |
| Quelle: Cassini und INSEE |      |      |      |      |      |      |      |      |

## Sehenswürdigkeiten
- Kirche Saint-Jean-Baptiste, im 13. Jahrhundert erbaut, im 19. Jahrhundert umgebaut, Monument historique
- Wallburg
- Schloss Les Trocheries
- zahlreiche Menhire und Megalithen
- Kapelle Fessard, frühere Priorei Sainte-Anne
- Kapelle Saint-Michel in Le Grand Pèze
- Schloss Jupilles, erstmals im 15. Jahrhundert erwähnt
- Schloss La Noirie aus dem 19. Jahrhundert
- Schloss La Bruyère

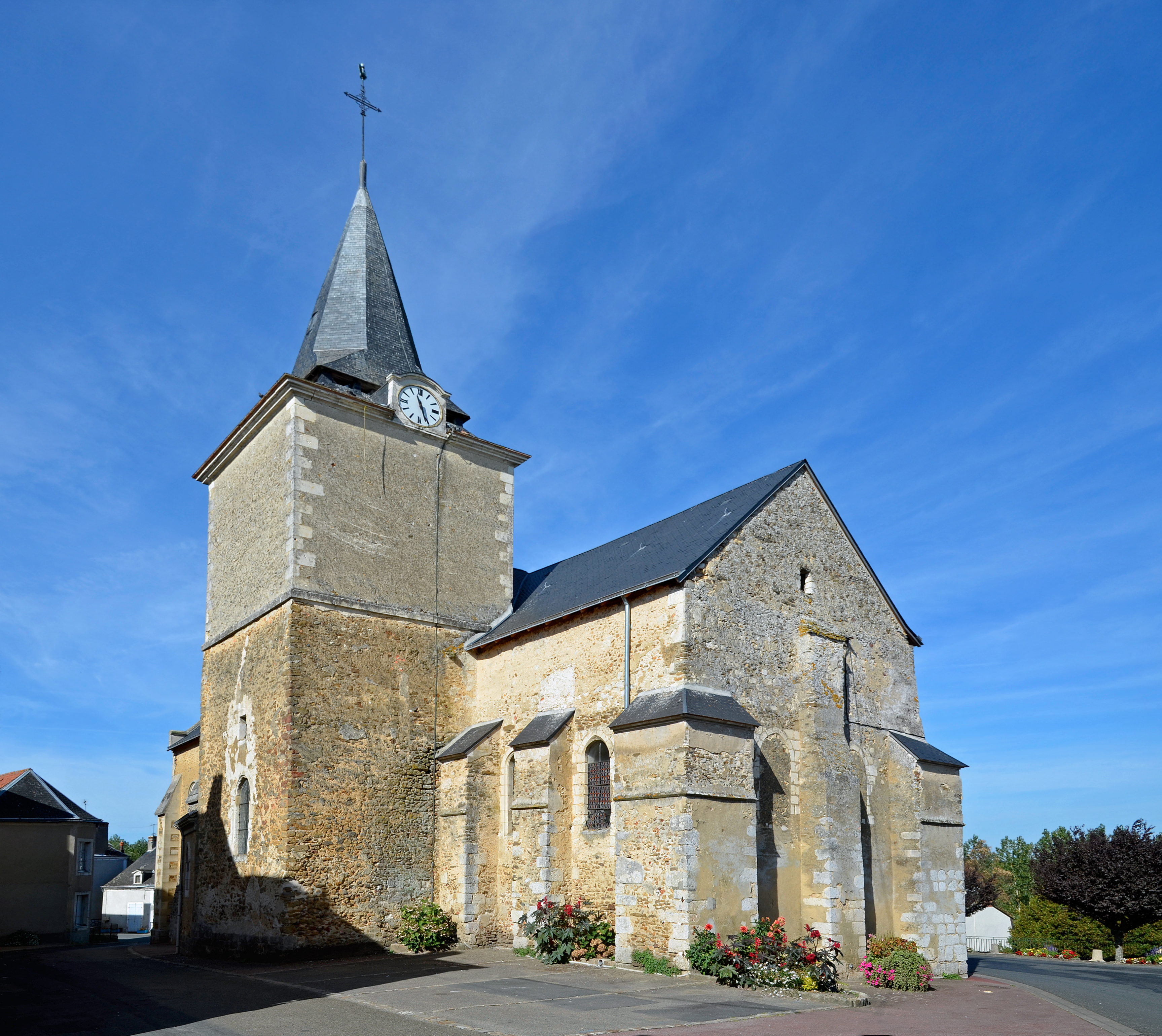
Kirche Saint-Jean-Baptiste
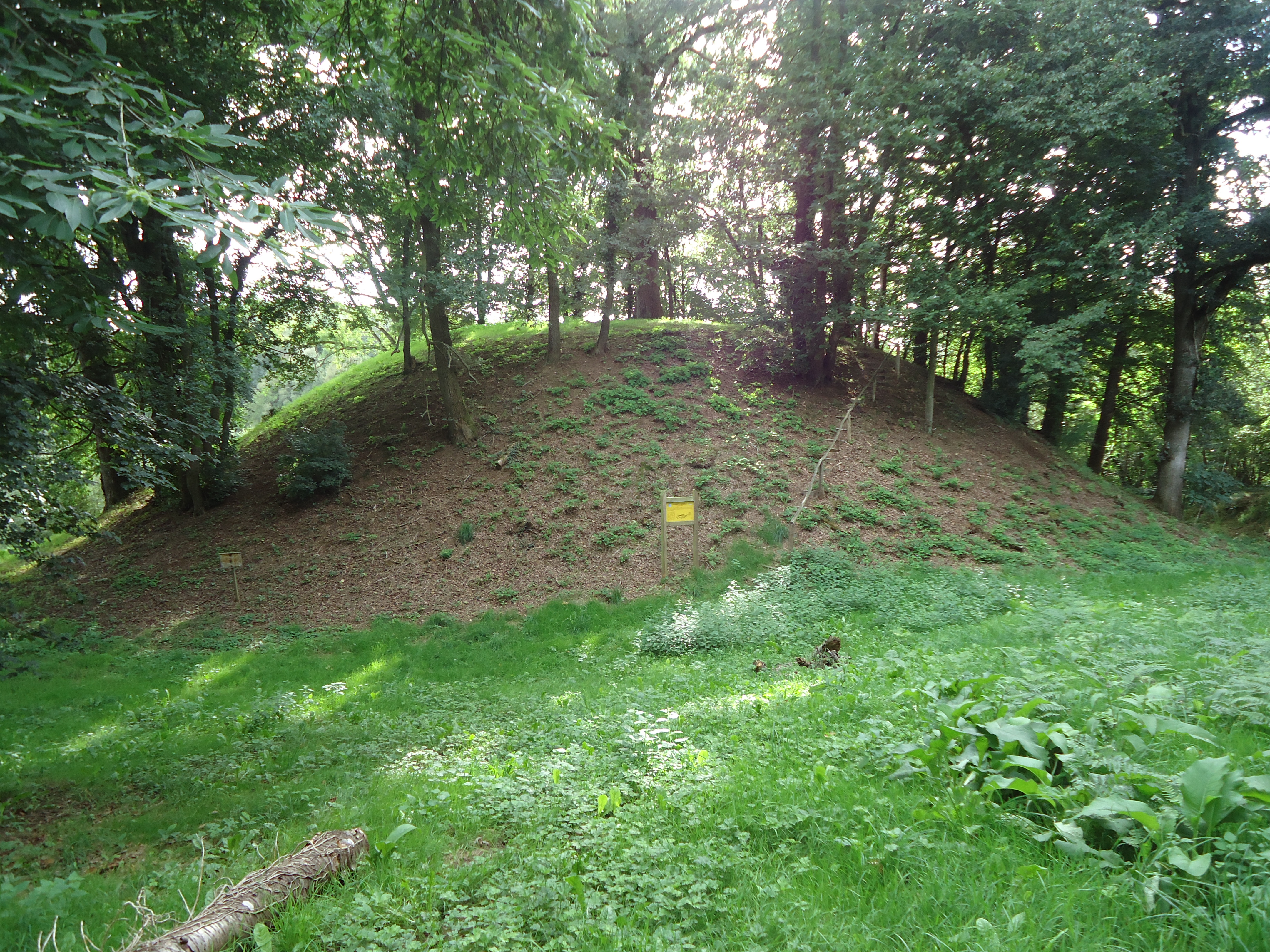
Wallburg
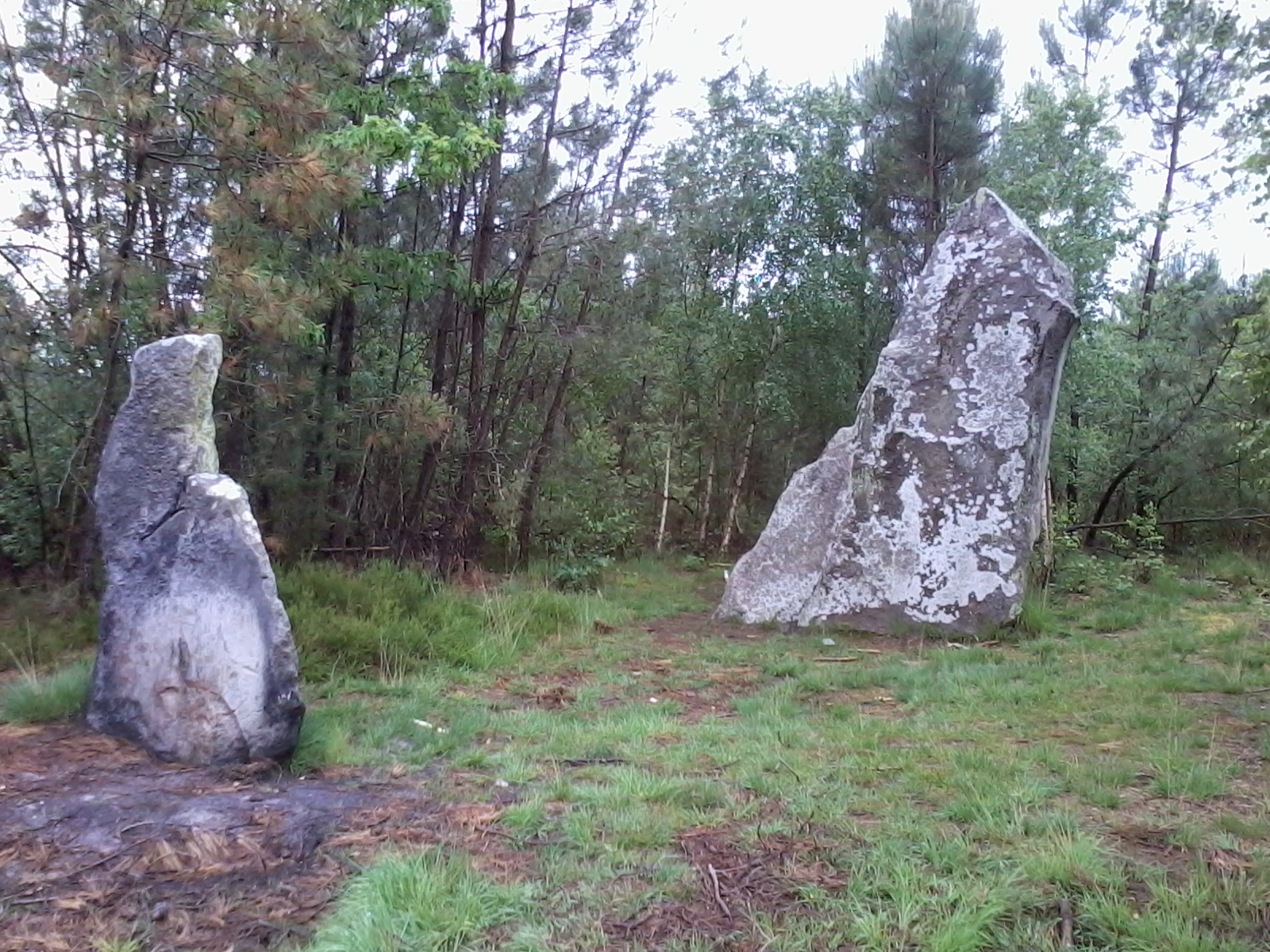
Menhire La Mère und La Fille
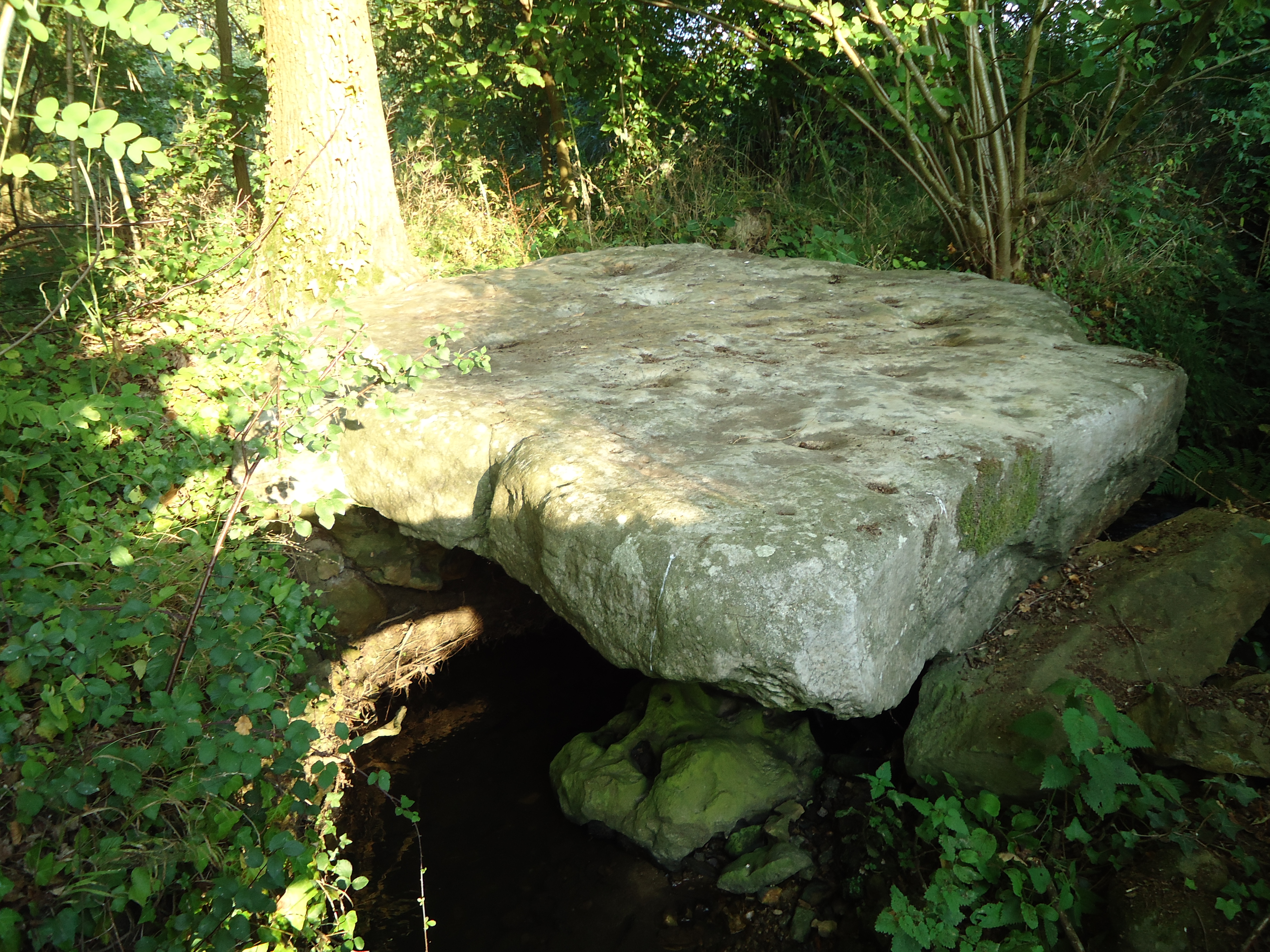
Palet de Gargantua

## Gemeindepartnerschaft
Mit den übrigen Gemeinden des früheren Kantons Pontvallain besteht eine Partnerschaft mit der deutschen Gemeinde Visbek in Niedersachsen.